# Краснохолмський
Кра́снохо́лмський (рос. Краснохолмский, башк. Краснохолмский) — село (у минулому смт) у складі Калтасинського району Башкортостану, Росія. Адміністративний центр Краснохолмської сільської ради.
Населення — 8021 особа (2010; 8101 у 2002).
У період з 1957 до 2004 року село мало статус селища міського типу.